# Сториманс, Стан
Станислаус (Стан) Сториманс — нидерландский оператор компании RTL Group.
Сториманс погиб в 2008 году в результате бомбардировок в грузинском городе Гори во время войны в Грузии. Бомба попала в район медиа-центра, который был создан на крыше городского центра телевидения и радио. Представители «Хьюман Райтс Вотч» заявили, что нашли доказательства того, что российские военные во время атаки использовали бомбовые кассеты. Согласно первоначальному докладу «Рейтер», их анализ отснятого материала с места событий показал, что взрывы могли произойти от миномётного огня.
Сандра Рулофс — родившаяся в Нидерландах супруга президента Грузии Михаила Саакашвили — заявила, что будет присутствовать на похоронах Сториманса. Сториманс был похоронен 21 августа 2008 года в Тилбурге. Сандра Рулофс не присутствовала при этом, поскольку семья Сториманс не хотела политизировать похороны. На похоронах присутствовали нидерландские министры Роналд Пластерк и Максим Верхаген.
Депутат Палаты представителей Генеральных штатов от социалистов Гарри ван Боммель заявил, что министр иностранных дел Максим Верхаген вызвал посла России для разъяснений по поводу сообщений о предполагаемом использовании бомбовых кассет российскими военными в Грузии; он также призвал нидерландское правительство убедить Россию подписать Конвенцию по кассетным боеприпасам. Генеральный директор ЮНЕСКО Коитиро Мацуура также осудил убийства и напомнил обязательства по международному праву о соблюдении гражданского статуса репортёров. Он призвал власти провести расследование и принять соответствующие меры.
20 октября 2008 года нидерландское правительство объявило о том, что расследование установило, что Сториманс убит российскими кассетными боеприпасами после вывода грузинской армии из города. Следственная группа, отправленная в Грузию для сбора вещественных доказательств и свидетельских показаний, заключила, что Сториманс был убит боеприпасом, который есть только в военном арсенале России. Министр иностранных дел Максим Верхаген назвал результаты очень серьёзными и сказал в своём заявлении, что ясно дал понять российским властям, что кассетные боеприпасы не должны использоваться таким образом. Во время бомбардировки в Гори не находились войска и пострадали невинные мирные жители. Верхаген заявил, что Нидерланды планируют обсудить этот вопрос с ОБСЕ.

## Награды
- Орден Чести (Грузия, 7 августа 2018) — «за самопожертвование, преданность и достойное исполнение профессиональных обязанностей во время российской военной агрессии 2008 года»[9].